# Pachycraerus baconi
Pachycraerus baconi är en skalbaggsart som beskrevs av Lewis 1912. Pachycraerus baconi ingår i släktet Pachycraerus och familjen stumpbaggar. Inga underarter finns listade i Catalogue of Life.